# Памела Рамљак
Памела Рамљак (Чапљина, 24. децембар 1979) је хрватска певачица и једна од чланица групе Феминнем.

## Биографија
Први пут се такмичила са 6 година на дечијем фестивалу. Од 6. до 14. године побеђивала је на многим такмичењима, укључујући „Глас Неретве“ у Метковићу и „Дјеца пјевају хитове“ у Сарајеву, где је са 12 година први пут снимила 2 песме за Југотон као једна од осморо деце који су у оквиру тог дечијег фестивала ишли на турнеју по бившој Југославији.
Основну музичку школу завршила је у Метковићу, а средњу музичку школу уписала у Дубровнику. У средњој школи водила је вокалну технику у Дубровачком хору и певала као лирски сопран у класичном делу, арији, са Дубровачким симфонијским оркестром као једна од бољих ученица соло певања у класи професорке Дубравке Дабелић. Своје завидно музичко знање употпунила је наступима на бројним фестивалима, где је често освајала бројне награде и признања.
У Загреб је дошла 1998. године, где је уписала Музичку академију, а током студија је наступала као главни и пратећи вокал у бројним музичким саставима. Своје певачко умеће употпунила је снимајући студијске „бекове“ са познатим поп звездама, чија је најдужа сарадња са Тонијем Цетинским и Амилом Гламочак. Радила је и у приватној музичкој школи „Микрофон стар” као професор певања.

## Каријера

### Феминем
По завршетку академије, Памела је започела соло каријеру. У конкуренцији Хрватски идол победа је измакла за пар гласова, а 2005. године заједно са Недом Пармаћ и Иваном Марић оснивају Феминнем, где су радили до његовог краја 2012. године. Наступала је са групом Феминнем на Песми Евровизије 2005. године у Кијеву као представница Босне и Херцеговине и 2010. године. У Ослу као представник Хрватске. Више пута је била на другим хрватским и страним фестивалима где је са групом освајала разне награде.

### После 2012.
После 8 година у групи, соло каријеру је започела 2012. године. Први сингл „Ти ме не волиш”, енергична балада за коју је сама написала и текст и музику, показао је да је „озбиљна”, а потом следи хаус песма занимљивог наслова Мамин син, којом се приближила млађе публике и која је била веома популарна листа у Хрватској и Босни и Херцеговини. Предавала је музичку културу у школама Анте Ковачића, Франа Галовића и Титуша Брезовачког у Загребу. Ради на свом првом самосталном кантауторском албуму у продукцији Анте Пецотића и Бориса Ђурђевића. Недавно је објавила још два успешна сингла „Кад тад” и „Заједно смо најбољи” који најављују излазак албума на јесен 2013. године. Добила је и главну улогу у мјузиклу Јадници. Тренутно поново наступа са групом Феминнем након њиховог поновног окупљања у мају 2022.

## Лични живот
Памела је удата за економисту Младена Салајстера.Са њим је добила Антуна и Марију. Пре тога, била је у браку са Стојаном Ракићем.

## Дискографија
- 2014 - "Пријатељица"

## Синглови
- 2012 - "Ти ме не волиш"
- 2012 - "Мамин син"
- 2013 - "Кад тад"
- 2013 - "Заједно смо најбољи"
- 2013 - "Када је доста, доста је (Овај пут)"
- 2014 - "Пријатељ"
- 2014 - "Печат"
- 2015 - "Испод коже"
- 2015 - "Викенд"
- 2016 - „Не говори ми то“ (са Џенаном Лончаревићем)[8]

## Признања
- „Лако је све“, 2010. номинација за Порин у категорији најбољи албум популарне музике
- Победа у БиХ 2005. са песмом "Зови"
- Победа на "Дори", Хрватска са песмом „Лако је све“
- Награда интернет гласова за песму "Channel 5" на 14 ХРФ
- Пет награда на 1. на БиХ радијском фестивалу за песму "2 срца и 1 љубав"